# U.S. Air Force aeronautical rating

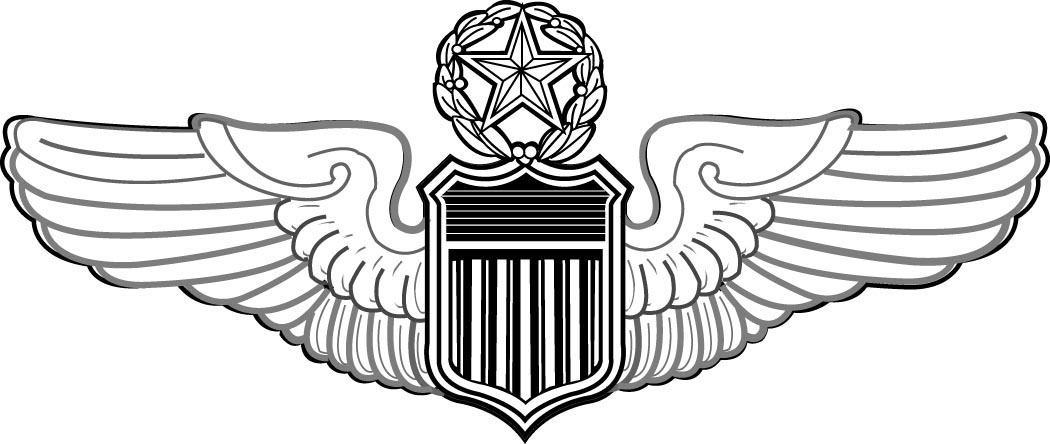
Ali da Command Pilot USAF

Gli U.S. Air Force aeronautical ratings sono gli standard di abilità di aviazione stabiliti e riconosciuti dall'United States Air Force per gli ufficiali che prendono parte a "volo regolare e frequente", sia nel cielo terrestre sia nello spazio, nell'adempimento del loro dovere. I distintivi aeronautici USAF, comunemente detti "ali" (wings) per la loro forma ed il loro retaggio storico, sono concessi dall'Air Force a titolo di riconoscimento del livello raggiunto e dell'esperienza acquisita dai destinatari. Gli ufficiali che ottengono tali distintivi e conservano le relative necessarie caratteristiche
sono classificati come rated officers ed a ciò corrispondono incrementi retributivi e particolari abilitazioni.
I primi ratings per aviatori militari furono riconosciuti nel 1912, e l'emissione di distintivi che attestassero tali riconoscimenti iniziò nel 1913. La divisione delle qualifiche in livelli multipli di abilità e categorie iniziò nel 1914 e si espanse durante la prima guerra mondiale. A parte piccole variazioni numeriche e nominali delle qualifiche, il sistema restò largamente immutato fino al 1940, quando fu introdotto l'attuale sistema di valutazione. Durante la seconda guerra mondiale, le United States Army Air Forces istituirono ed assegnarono almeno 19 qualifiche aeronautiche, che però furono accantonate dopo la guerra, quando nacque l'USAF odierna.
Gli USAF ratings si espansero gradualmente fino a sette categorie ed attualmente esistono 21 qualifiche. La modifica più recente ha aggiunto la qualifica di RPA (Remotely Piloted Aircraft) Pilot, con effetto dal 13 dicembre 2010. Anche se in proporzioni molto più ridotte, fino al 1949 i militari di truppa potevano ottenere il rating. Dalla fine degli anni 1950, il personale di truppa con elevato addestramento, così come gli ufficiali che non appartengono ai ruoli di volo, possono conseguire gli Air Force Occupational Badges.

## Sinossi
Per tutte le categorie di rating aeronautici, per essere idoneo alla qualifica e poter sfoggiare il relativo distintivo, l'ufficiale che vi aspira deve avere l'attitudine medica per il volo ed anche possedere uno stato di volo che attesti una determinata capacità tecnica. Gli ufficiali certificati per il servizio di volo che sviluppano condizioni di salute incompatibili sono classificati DNIF (Duties Not Including Flying). La qualifica DNIF può essere temporanea o permanente. Gli ufficiali posti in stato DNIF permanente sono ri-addestrati per la carriera in un settore diverso, o esclusi dall'aviazione, a seconda di quanto grave è la menomazione che li affligge.

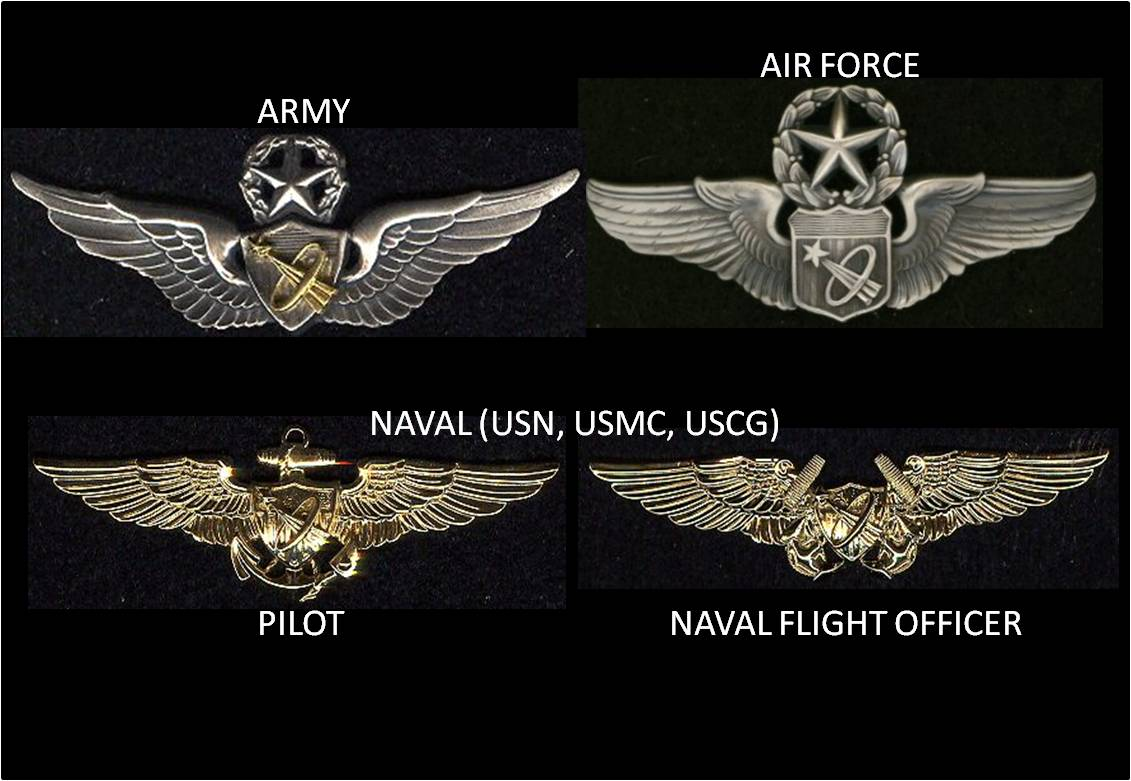
Astronaut Badge

Il "qualificatore" Astronauta è concesso solo dall'Air Force Chief of Staff a ufficiali formalmente qualificati per svolgere servizio ad almeno 50 miglia dalla superficie terrestre e che abbiano partecipato ad almeno una missione operativa, ed ha un caratteristico distintivo da astronauta, consistente di un simbolo a "stella cadente" sovrapposto al distintivo della loro qualifica originaria.
Le sette categorie di rating aeronautici, in forza al Title 10, U.S.C. 8691, sono:
- Pilot: concesso dal comandante o dai comandanti di stormo delegati, Air Education and Training Command[7] (AETC)
- Navigator: concesso dal comandante o dai comandanti di stormo delegati, (AETC)[n 4]
- Combat Systems Officer[n 5][8] (CSO): concesso dal comandante o dai comandanti di stormo delegati, (AETC)
- Air Battle Manager[n 6] (ABM): concesso dal comandante o dai comandanti di stormo delegati, (AETC)[9]
- RPA Pilot: concesso dal comandante o dai comandanti di stormo delegati, Air Combat Command,[n 7] o comandante, Air Force Reserve Command[n 8]
- Observer: concesso dal Senior Air Force Officer,[n 9] National Aeronautics and Space Administration. Il distintivo è identico a quello indossato dai navigatori e CSO dell'USAF. Nella prassi attuale, è concesso assieme ai gradi da astronauta a chi abbia tale qualifica senza essere stato preventivamente riconosciuto come pilota o navigatore USAF. Sebbene sia identico al distintivo portato da navigatori e CSO USAF, le persone che lo indossano non ne sono state insignite al termine dello specifico addestramento USAF per navigatori o CSO.
- Flight Surgeon:[n 10] concesso dal comandante, USAF School of Aerospace Medicine[10]

## Evoluzione del sistema classificatorio USAF

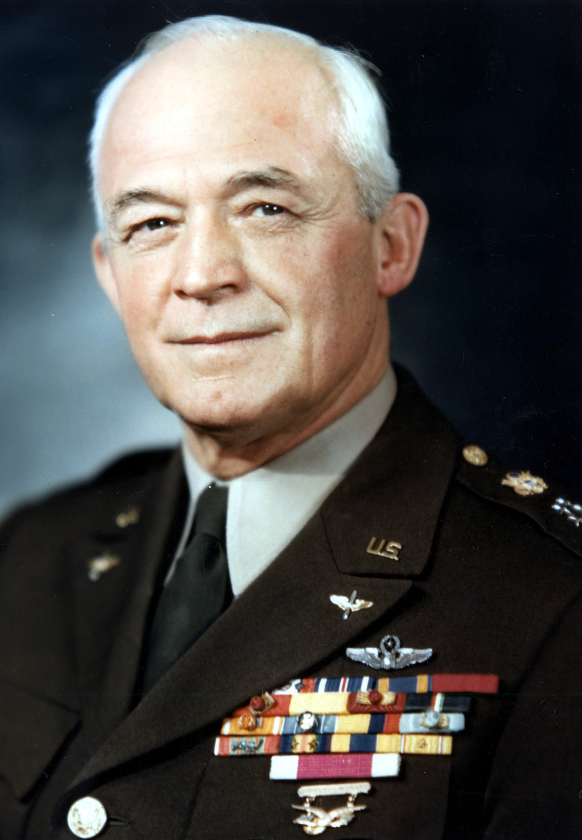
Il gen. H.H. Arnold, con i distintivi Command Pilot e Military Aviator del 1913

Dall'Aviation Act (40 Stat. 243), 27 luglio 1917:
«Che gli ufficiali assegnati o aggregati alla sezione aviazione del corpo del genio possano, nei casi specificati di seguito, essere rated (classificati) come junior military aviator, military aviator, junior military aeronaut, e military aeronaut... Premesso inoltre, che ogni ufficiale aggregato alla sezione aviazione del corpo del genio per qualsiasi compito militare che gli richieda di svolgere voli regolari e frequenti riceverà un aumento del 25 per cento della paga inerente al suo grado ed anzianità di servizio.»

### Classificazioni civili
I ratings aeronautici furono istituiti il 23 febbraio 1912, dal bollettino n. 6 del Dipartimento della Guerra, come una nuova misura di abilità dei piloti. In precedenza, la maggior parte dei piloti dell'Aeronautical Division, U.S. Signal Corps avevano seguito in solitaria lo "short hop method" (noto anche come "grass-cutting"), in cui gli allievi piloti, volando da soli, imparavano a maneggiare i comandi al suolo, rullavano in una fase successiva di apprendimento fin quasi a velocità di decollo, e alla fine si staccavano da terra fino alla quota di appena dieci piedi, gradualmente addestrandosi a maggiori altitudini ed a cambi di direzione. Questi esercizi provocarono la morte del primo aspirante pilota, che si stava allenando da un mese soltanto. Almeno tre di questi piloti erano stati istruiti preventivamente da Glenn Curtiss a North Island field, California. Contemporaneamente, due piloti (Henry H. Arnold e Thomas D. Milling) furono formati dai Fratelli Wright e conseguirono la certificazione Fédération Aéronautique Internationale (FAI) nel luglio 1911.

### Military Aviator
Per creare degli standard formali di certificazione, l'esercito USA creò il rating Military Aviator pubblicandone le specifiche il 20 aprile 1912. Il primo di questi brevetti fu rilasciato il 5 luglio 1912 al futuro generale di aviazione Henry H. Arnold. I primi requisiti erano:
- Raggiungere una quota minima di 2 500 piedi;
- Pilotare un velivolo per almeno 5 minuti con un vento a 5 miglia orarie o superiore;
- Portare un passeggero ad un'altitudine di almeno 500 piedi, con un peso complessivo di 250 libbre o più, ed eseguire un deadstick landing[n 14][15] entro 150 piedi da un dato punto;
- Eseguire un volo di ricognizione militare per almeno 20 miglia in aperta campagna ad un'altitudine media di 1 500 piedi.[16]

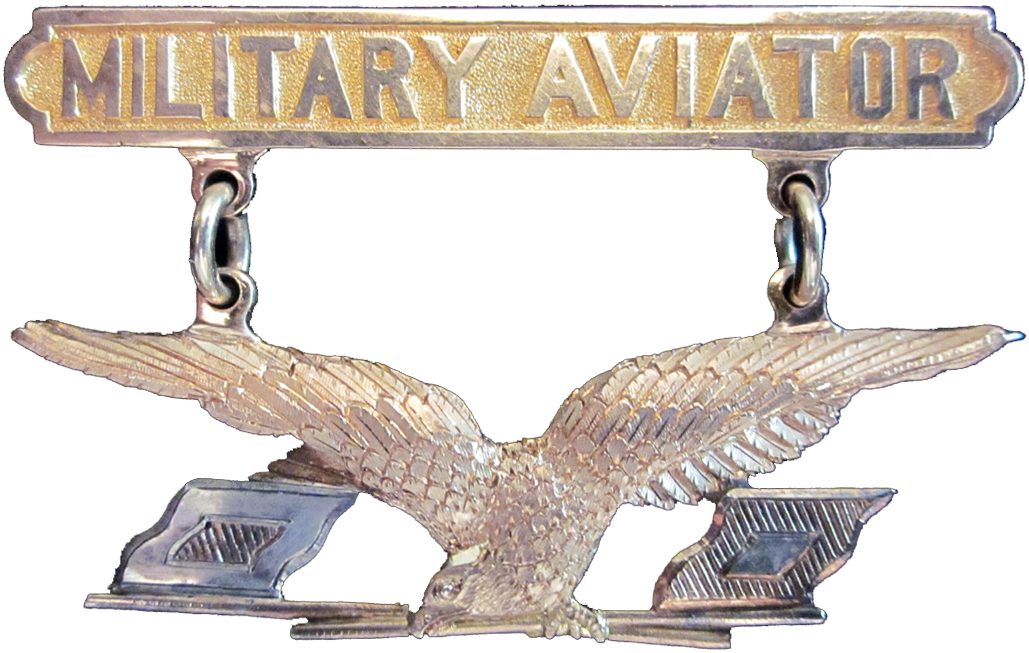
Distintivo Military Aviator, 1913

Il War Department General Order No. 39, del 27 maggio 1913, certificò 24 ufficiali tra cui Arnold come "qualificati", ed autorizzò l'emissione di relativi diploma e distintivo. Furono esaminati vari disegni prima che il War Department scegliesse quello raffigurante un'aquila che tiene bandiere del Signal Corps con gli artigli, appesa ad una barra che incornicia la scritta "Military Aviator", avviando la produzione dei relativi stampi. Il 29 settembre 1913 fu proposto per ricevere in distintivo un gruppo di 24 ufficiali ancora distaccati presso il Signal Corps, e le due stampe di prova in oro furono conferite al capitano Charles deForest Chandler ed al già nominato tenente Thomas D. Milling, entrambi già insigniti di rating (assieme ad Arnold) il 5 luglio 1912. Tutti gli ufficiali certificati dal G.O. 39, o i loro superstiti, ricevettero in seguito il distintivo spettante.
Nel 1914, il Congresso istituì la Aviation Section, U.S. Signal Corps, al posto della Aeronautical Division. Il War Department Bulletin No. 35 del 4 maggio 1914 stabiliva due livelli di classificazione, per cui gli aviatori con grado inferiore a capitano erano qualificati Junior Military Aviator e quelli da capitano in su avevano il titolo di Military Aviator (limitato per legge a 15 beneficiari). Dei ratings simili furono creati anche per la branca aeronautica dei mezzi più leggeri dell'aria, con la denominazione Military Aeronaut. Per ironia della sorte, il cambiamento ridimensionò automaticamente i ratings di tutti e 24 i Military Aviators esistenti a causa del prerequisito di tre anni di esperienza come JMA prima di poter aspirare al MA. Nessuno riacquistò il rating (ed il suo 25% di aumento nell'indennità di volo, chiamato l'"aumento aviazione") fino al 1917. Da allora l'esercito adottò la policy di riconoscere a tenenti e capitani, classificati aviatori che volavano "regolarmente e frequentemente", il grado, la paga e le prerogative dell'inquadramento immediatamente superiore.

### La Prima guerra mondiale e le revisioni dell'Air Service

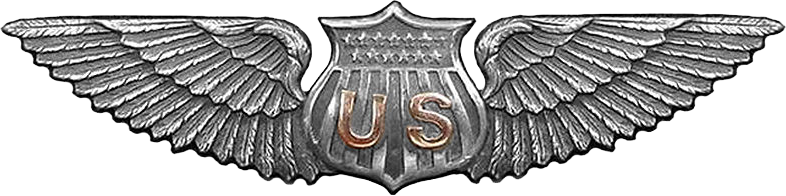
Distintivo Junior Military Aviator, 1917-1919. Inizialmente i distintivi erano ricamati e i distintivi Junior Military Aviator e Reserve Military Aviator prevedevano una sola ala sulla sinistra di chi li indossava. A fine ottobre 1917 il distintivo a due ali fu autorizzato anche per JMA e RMA per distinguerli dall'Observer, e fu aggiunta una stella per denotare il rating di Military Aviator.

Il distintivo da Military Aviator fu sostituito il 22 giugno 1917 con l'autorizzazione di un nuovo distintivo ricamato con "ali", le cui bozze erano attribuite ad Arnold. Un ulteriore rating, Reserve Military Aviator, i cui gradi e posizioni erano tutti temporanei, fu introdotto il 3 giugno 1917 per tutti i piloti classificati durante la prima guerra mondiale. L'aumento aviazione (che abbiamo nominato nella sezione precedente, e che costituiva un'indennità di volo) comprendeva incrementi retributivi del 25% per ciascuno dei ratings JMA e MA più elevati. Fu pure istituito un rating RMA per piloti di mongolfiera, come parallelamente il rating di Observer era applicabile ad entrambe la branche di forza aerea, portando così a sette il numero totale di ratings aeronautici.
Dopo che nel 1918 un decreto-legge ebbe istituito l'Army Air Service, Herbert Adams della Federal Commission of Fine Arts creò un formato standard con ali e scudo del distintivo di rating, approvato il 25 gennaio 1919 e tuttora in uso. La normativa dell'esercito in tema di ratings fu radicalmente rivista dal direttore dell'Air Service il 16 ottobre 1919. Il rating RMA fu ufficialmente convertito in Airplane Pilot (benché l'uso della terminologia RMA sia continuato fino al 1920), tutti gli osservatori furono denominati Aerial Observer, e furono creati i ratings Enlisted Pilot, Dirigible Pilot, Aerial Gunner, e Aerial Bomber.
Assieme ai nuovi ratings, fu autorizzato un aumento di paga del 50% per i piloti di truppa e del 25% per gli altri. I nuovi ratings però si rivelarono un espediente di smobilitazione e durarono meno di nove mesi.
Nel 1920, quando l'Air Service fu reso un corpo ordinario dell'esercito, cessarono le differenziazioni nella paga di volo, standardizzata al 50%.
Del pari venne meno la prassi di attribuire agli ufficiali "rated" un avanzamento temporaneo di grado. Per legge divenne obbligatorio il rating per un ufficiale destinato a comandare un reparto. Gli undici ratings furono ridotti a quattro: Airplane Pilot, Airplane Observer, Airship Pilot, e Balloon Observer. Gli ufficiali che detenevano i ratings Reserve Military Aviator/Airplane Pilot, Junior Military Aviator, e Military Aviator furono considerati con la qualifica Airplane Pilot, e quelli che avevano le posizioni Military Aeronaut e Balloon Observer vennero ricondotti a Balloon Observers. Gli ufficiali con i rimanenti due ratings furono riclassificati automaticamente. Nel 1921 l'Air Service autorizzò il porto di distintivi da 3,125 pollici in argento ossidato in luogo di distintivi ricamati.
Sempre nel 1921 l'Air Service aggiornò il suo programma di addestramento piloti, adottando il "Piano A", che divideva i ratings dei piloti tra Junior Airplane Pilot (completamento dell'addestramento primario, normalmente un rating per militari di truppa) ed Airplane Pilot (completamento dell'addestramento avanzato) Il grosso dei nuovi piloti era tratto dalla classificazione di truppa di "flying cadet", ed il cadetto che avesse ottenuto un rating JAP poteva accedere all'addestramento avanzato da pilota e diventare ufficiale. Comunque alcuni ufficiali più anziani dell'Air Seervice senza esperienza di volo, ma a cui serviva un rating per rimanere nell'Air Service, ottennero un rating JAP: tra loro il Chief of Air Service maggior generale Mason Patrick.
Nel 1924 il Tenth Annual Report of the National Advisory Committee for Aeronautics, inviato dal presidente Calvin Coolidge al Congresso, riferiva:
"L'Air Service ha 845 ufficiali con rating di pilota aereo, osservatore aereo, pilota di dirigibile, osservatore di dirigibile, o osservatore di mongolfiera. Inoltre circa 51 uomini di truppa hanno il rating di pilota aereo, pilota aereo junior, o pilota di dirigibile."

### L'Air Corpse i cambiamenti della Seconda guerra mondiale
Nel 1926, il nuovo Air Corps accantonò il Piano A a favore del Piano B, che riconosceva solo un unico rating, Airplane Pilot, che richiedeva il completamento di tutte le fasi di un corso di addestramento annuale, organizzato in tre scuole (Primaria, Base e Avanzata). La Airship School chiuse nel 1928 per ragioni economiche, ponendo fine a tutti gli incrementi e alle sostituzioni nei ratings legati ai dirigibili. L'Air Corps Act del 1926 ordinava che il 90% di tutti gli ufficiali dell'Air Corps avessero il rating, e ciò per ragioni di economia, e che entro il 1929 almeno il 20% dei piloti tattici fossero uomini di truppa. Ma quest'ultima disposizione era talmente irrealizzabile che fu aggirata dall'Air Corps con il tacito consenso del War Department. L'Air Corps aveva solo 38 uomini di truppa con il rating nel 1930 (circa il 4% di tutti i piloti), e pressoché ogni militare di truppa col brevetto di pilota era in promozione ad ufficiale per coprire le carenze di ufficiali abilitati. Quelli che rimanevano come militari di truppa con il rating nell'esercito regolare avevano la qualifica di ufficiali della riserva per il caso di guerra.
Nel 1936, il maggior generale Frank M. Andrews, comandante della GHQ Air Force, emanò una direttiva che prescriveva ai neo-piloti di volare per un anno con aerei monomotore ed accumulare 750 ore documentate di volo come prerequisito per diventare pilota di bombardiere. Sette anni di esperienza di volo militare e 2 000 ore di volo documentate qualificavano un pilota come "comandante di aereo" nella GHQAF.
Nel 1937 l'esercito formalizzò il requisito, creando il nuovo rating avanzato di Military Airplane Pilot, ponendo 12 anni per un pilota classificato e 2 000 ore di volo come standard.
Il rating di Airship Pilot fu abbandonato e contemporaneamente quello di Airship Observer fu incorporato in Balloon Observer, lasciando l'Air Corps con cinque ratings.
Tra il novembre del 1939 ed il marzo 1940 i ratings dei piloti furono portati al sistema permanente a tre livelli con standard oggettivi che esiste tuttora, con un totale complessivo di otto ratings. Per avere il rating di Pilot era richiesto il diploma della  Advanced Flying School; per avere il rating Senior Pilot ci volevano dieci anni di servizio e 1 800 ore di volo militare; e 15 anni di servizio con 3 000 ore, o 20 anni di servizio con 2 000 ore, per diventare un Command Pilot. Per entrambi i ratings avanzati, le ore di volo come pilota o navigatore (una specializzazione allora affidata solo a piloti classificati) erano calcolate al 100%, ma le ore di volo militare in altri ruoli venivano calcolate nella misura del 50%. Alla data in cui entrò in vigore il rating Senior Pilot, l'Air Corps divise inoltre il precedente rating Airplane Observer nelle due varianti di Combat Observer e Technical Observer.

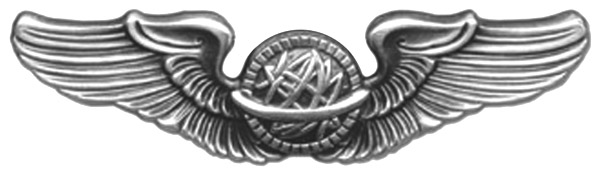
Ali da Navigator, 1942-1951

Il 4 settembre 1942 Navigator fu riconosciuto dalle United States Army Air Forces come rating con relativo distintivo, ed era uno di svariati ratings del tempo di guerra, tra cui Bombardier, tre classi di ratings per piloti ausiliari, e ratings per gli equipaggi di truppa. Il rating Combat Observer fu rinominato Aircraft Observer. Tutti i ratings del tempo di guerra furono abbandonati dall'USAF (l'aeronautica attuale) il 26 luglio 1949, con l'eccezione del navigatore il cui distintivo fu cambiato nel 1951 da quello di un globo affiancato da ali a quello dello scudo USAF affiancato da ali. A partire dal 2011, il rating di navigatore fu ribattezzato, sostituito dal rating aeronautico di ufficiale [addetto] ai sistemi di combattimento (CSO, combat system officer), con lo stesso distintivo di qualifica del navigatore. Questo cambio di nome pone il CSO maggiormente in linea con la U.S. Navy e con lo U.S. Marine Corps che hanno la qualifica di Naval Flight Officers (NFO). Sebbene i ratings di osservatore fossero anche stati abbandonati dall'USAF nel 1949, il titolo Observer fu riesumato nel 1981 quando un rating analogo fu creato per quegli ufficiali altrimenti sprovvisti di rating USAF che avessero completato l'addestramento NASA per astronauta specialista di missione.
I Flight Surgeons ebbero il loro rating ed il conseguente "aumento aviazione" tra il 1918 ed il 1920. Il rating fu abbandonato nel 1920, tuttavia, ed i medici di aviazione come professione militare furono ignorati dalle successive forze aeree dell'esercito sino alla fine del 1939. Nel luglio 1940, furono accolti i consigli di una commissione di medici d'aviazione costituita dal generale Arnold, e di conseguenza i requisiti per tale rating furono fissati come di seguito:

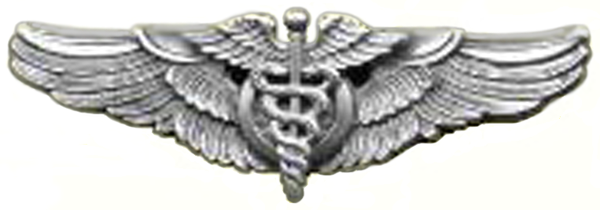
Ali da Flight Surgeon, Army Air Forces

- diploma di una scuola medica di Classe A,
- completamento di un anno di internato a rotazione,
- completamento del corso presso la School of Aviation Medicine,[10]
- un anno di servizio nell'aviazione dell'esercito come Aviation Medical Examiner,
- 50 ore di volo militare documentate.[43]

Il 3 marzo 1942 il rating Flight Surgeon ricevette il suo specifico distintivo dorato, che nel 1944 fu convertito nelle ali standard in argento ossidato, per evitare confusione con i distintivi da aviatore navale.

## Requisiti per i ratings USAF

### Ratings per pilota
La USAF riconosce ratings da pilota a tre livelli: Pilot, Senior Pilot, e Command Pilot, per ufficiali in servizio attivo ed ufficiali considerati rated assets nell'Air Force Reserve ed Air National Guard (ossia, quelle che vengono chiamate Air Reserve Components). Gli standard di rating valgono allo stesso modo sia per i piloti di mezzi ad ala fissa, sia per quelli di elicottero.
Per essere classificati piloti USAF sono richiesti i seguenti ulteriori criteri:
| Rating        | Requisiti di base | Ore di volo                                                                                               | Ore di volo alternative                                                                       |
| Command Pilot | *15 anni come pilota "rated", e *Riconoscimento permanente da "senior pilot", e | 3000 ore totali di volo, o                                                                                | *2300 ore di volo come comandante o istruttore, o *144 mesi di Operational Flying Duty (OFDA) |
| Senior Pilot  | *7 anni come pilota "rated", e *Riconoscimento permanente da "pilot", e | 2000 ore totali di volo, o                                                                                | 1300 ore di volo come comandante o istruttore                                                 |
| Pilot         | *Diploma del programma di addestramento USAF per pilota, o *Diploma di corso da pilota presso altro corpo militare USA se ordinato dall'USAF, o *Diploma di corso da pilota presso altro corpo militare USA se equivalente al programma USAF, o *Diploma di corso elicotteristi svolto da altro corpo militare USA | 400 ore di volo strumentale e come pilota 400 ore di volo ad ala rotante e qualifica per volo strumentale |                                                                                               |

### Ratings per pilota RPA

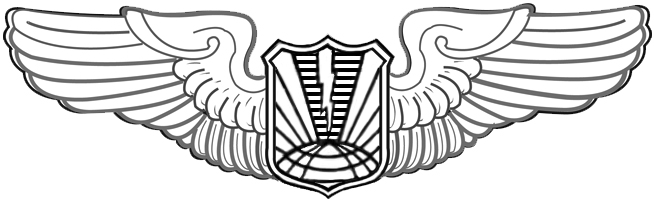
Distintivo da pilota RPA

L'USAF riconosce ratings per piloti di aereo telecomandato (RPA) a tre livelli: RPA Pilot, Senior RPA Pilot, e Command RPA Pilot, per gli ufficiali in servizio attivo e per quelli considerati come "rated assets" nelle Air Reserve Components (vedasi anche sezione precedente).
Per avere il rating USAF da pilota di aereo telecomandato sono richiesti i seguenti criteri ulteriori: 
| Rating            | Requisiti di base | Ore di volo                                   | Ore di volo alternative |
| Command RPA Pilot | *15 anni come pilota RPA "rated", e *Riconoscimento permanente di pilota RPA senior, e                                                                   | 3000 ore totali di volo, o                    | *2300 ore di volo come comandante e istruttore, o *144 mesi di Operational Flying Duty (OFDA, vedi anche sezione precedente) |
| Senior RPA Pilot  | *7 anni come pilota RPA "rated", e *Riconoscimento permanente di pilota RPA, e                                                                           | 2000 ore totali di volo, o                    | 1300 ore di volo come comandante e istruttore                                                                                |
| RPA Pilot         | *Diploma del programma di addestramento USAF per pilota RPA, o *Diploma di altro corso militare statunitense per pilota se equivalente al programma USAF | 400 ore di volo come comandante e strumentale | |

### Ratings per Combat Systems Officer

Distintivo da Combat Systems Officer (Air Force Navigator/Observer)

Il rating di Combat Systems Officer (CSO) è concesso ai soggetti che hanno frequentato il corso CSO Undergraduate Flying Training dopo il 1º ottobre 2004. Questo rating prevede tre livelli: Combat Systems Officer, Senior Combat Systems Officer, e Master Combat Systems Officer, per gli ufficiali in servizio attivo e gli ufficiali considerati "rated assets" in ambito Air Reserve Components (vedi anche sezione "Ratings per pilota"). Il simbolo grafico è identico a quello di USAF Navigator, ma i navigatori che non siano classificati CSO non possono essere promossi ai ratings CSO avanzati. Per il rating CSO sono altresì previsti i seguenti criteri aggiuntivi:
| Rating                        | Requisiti di base                                                                     | Ore di volo                     | Ore di volo alternative                                                                            |
| Master Combat Systems Officer | *15 anni come CSO classificato, e *Riconoscimento permanente del rating CSO senior, e | 3000 ore totali, o              | *2300 ore come comandante e istruttore, o *144 mesi OFDA (vedi anche sezione "Ratings per pilota") |
| Senior Combat Systems Officer | *7 anni come CSO classificato, e *Riconoscimento permanente del rating CSO, e         | 2000 ore totali, o              | *1300 ore come comandante e istruttore, o *72 mesi OFDA                                            |
| Combat Systems Officer        | *Conseguimento del diploma Combat Systems Officer Undergraduate Flying Training       | Nessun requisito in ore di volo | |

### Ratings per navigatore
L'USAF riconosce tre livelli di ratings per navigatore: Navigator, Senior Navigator, e Master Navigator, per ufficiali in servizio attivo e quelli considerati "rated assets" in ambito Air Reserve Components (vedi anche sezione "Ratings per pilota"). Per detti ratings sono inoltre richiesti i seguenti criteri aggiuntivi:
| Rating           | Requisiti di base | Ore di volo                | Ore di volo alternative                                                                                    |
| Master Navigator | *15 anni come navigatore classificato, e, *Riconoscimento permanente del rating di senior navigator, e | 3000 ore totali di volo, o | *2300 ore di volo come comandante e istruttore, o *144 mesi OFDA (vedi anche sezione "Ratings per pilota") |
| Senior Navigator | *7 anni come navigatore classificato *Riconoscimento permanente del rating di navigatore | 2000 ore totali            | *1300 ore come comandante e istruttore, o *72 mesi OFDA                                                    |
| Navigator        | *Diploma dell'USAF Undergraduate Navigator Training (UNT) / USAF-USN Interservice Undergraduate Navigator Training (IUNT) / USAF-USN Specialized Undergraduate Navigator Training (SUNT), o *Diploma del corso USN/USMC Naval Flight Officer, VT-86 (RIO, percorsi di addestramento TN o OJN) *Diploma del corso USN Naval Flight Officer, VT-29 (Advanced Navigation Training Course) | 400 ore come comandante    | Non previste Riveduto dall'Aeronautical Rating Board e approvato dal Major Command                         |

### Ratings per Air Battle Manager

Distintivo da Air Battle Manager

L'USAF riconosce ratings da Air Battle Manager di tre livelli: Air Battle Manager, Senior Air Battle Manager, e Master Air Battle Manager, per ufficiali in servizio attivo e quelli considerati "rated assets" in ambito Air Reserve Components (vedi anche sezione "Ratings per pilota"). Per detti ratings sono inoltre richiesti i seguenti criteri aggiuntivi:
| Rating                    | Requisiti di base | Ore di volo                | Ore di volo alternative                                                                                 |
| Master Air Battle Manager | *15 anni come ABM classificato, e *Riconoscimento del rating permanente di ABM senior, e                                                           | 3000 ore totali, o         | *2300 ore totali da comandante e istruttore, o *144 mesi OFDA (vedi anche sezione "Ratings per pilota") |
| Senior Air Battle Manager | *7 anni come ABM classificato, e *Riconoscimento del rating permanente di ABM, e                                                                   | 2000 ore totali, o         | *1300 ore totali da comandante e istruttore, o *72 mesi OFDA                                            |
| Air Battle Manager        | *Diploma del corso E-3 Formal Training Unit, o *Diploma del corso E-8 Formal Training Unit, o *Diploma di UABMT secondo il nuovo piano degli studi | Nessun requisito specifico | |

### Ratings per osservatore
L'USAF riconosce ratings da osservatore di tre livelli: Observer, Senior Observer, e Master Observer, per ufficiali in servizio attivo e quelli considerati "rated assets" in ambito Air Reserve Components (vedi anche sezione "Ratings per pilota"). Il distintivo è identico a quello del navigatore/CSO USAF ed è tipicamente concesso come distintivo della mera qualifica di "osservatore" con lo stemma da astronauta agli ufficiali USAF che abbiano completato l'addestramento come NASA Mission Specialist Astronauts, abbiano volato almeno una volta con lo Space Shuttle e/o prestato servizio nella Stazione spaziale internazionale, e non abbiano già per altro verso il rating USAF di pilota o navigatore/CSO. Per detti ratings sono inoltre richiesti i seguenti criteri aggiuntivi: 
| Rating          | Requisiti di base                                                                                        | Ore di volo                | Ore di volo alternative                                                                            |
| Master Observer | *15 anni come osservatore classificato, e *Riconoscimento permanente del rating di osservatore senior, e | 3000 ore totali, o         | *2300 ore come comandante e istruttore, o *144 mesi OFDA (vedi anche sezione "Ratings per pilota") |
| Senior Observer | *7 anni come osservatore classificato, e *Riconoscimento permanente del rating di osservatore. e         | 2000 ore totali, o         | *1300 ore da comandante e istruttore, o *72 mesi OFDA                                              |
| Observer        | *Diploma di addestramento NASA Mission Specialist                                                        | Nessun requisito specifico | |

### Ratings per Flight Surgeon

Distintivo da Flight Surgeon

L'USAF riconosce ratings da flight surgeon a tre livelli: Flight Surgeon, Senior Flight Surgeon, e Chief Flight Surgeon, per ufficiali in servizio attivo e quelli considerati "rated assets" in ambito Air Reserve Components (vedi anche sezione "Ratings per pilota"). Per detti ratings sono inoltre richiesti i seguenti criteri aggiuntivi:
| Rating                | Requisiti di base | Ore di volo                | Ore di volo alternative                                 |
| Chief Flight Surgeon  | *15 anni di servizio con il rating da flight surgeon, e *Riconoscimento permanente del rating da flight surgeon senior, e *1 anno di servizio attuale come flight surgeon, e | 750 ore registrate, o      | 144 mesi OFDA (vedi anche sezione "Ratings per pilota") |
| Senior Flight Surgeon | *7 anni di servizio con il rating da flight surgeon, e *Riconoscimento permanente del rating da flight surgeon, e *1 anno di servizio attuale come flight surgeon, e         | 350 ore registrate, o      | 72 mesi OFDA                                            |
| Flight Surgeon        | *Diploma di Aerospace Medicine Primary Course, e *Illimitata abilitazione alla professione medica, e *Conseguimento dell'Air Force Specialty Code 48XX                       | Nessun requisito specifico |                                                         |

## Piloti-medici
I Flight surgeons possono anche prestare servizio come Piloti-medici (Pilot-Physicians, Air Force Specialty Code 48VX). La finalità dei piloti-medici è fornire "guida integrata in termini operativi e di medicina aerospaziale" nella ricerca, sviluppo, collaudo e valutazione dei sistemi e delle missioni dell'aviazione per massimizzare efficienza e riduzione dei costi.
I piloti-medici venivano originariamente adibiti ad uno squadrone di volo operativo nei loro rispettivi aerei, con il principale incarico di pilota, ma anche con compiti clinici di vedere pazienti, di solito la clinica di medicina di volo, a seconda della specializzazione dei piloti-medici. Il 21 aprile 2011 il Pilot-Physician Program (PPP) fu completamente rivisto per ottenere "il massimo dalle risorse speciali che sono contemporaneamente qualificati sia come piloti sia come flight surgeons," con un pilota-medico di grado elevato scelto dall'Air Force Surgeon General per il ruolo di Direttore del programma, ed assegnazione di comando designato, staff, ricerca ed alloggi di studio oltre ad incarichi in reparti operativi. È attribuito un codice di specialità P48VX a coloro i quali si trovino nei ruoli aeronautici come pilota-medico ed assegnato ad uno di questi appositi alloggi PPP. I piloti-medici beneficiano di un'indennità di volo condizionale (ACIP), ossia, percepibile solo se assegnati ad una posizione di volo attiva e se mensilmente si compie un determinato numero di ore di volo.
Oltre ad essere qualificato sia come pilota sia come flight surgeon, un pilota-medico deve aver maturato almeno tre anni di volo operativo ed un anno di servizio operativo come flight surgeon, inoltre è previsto che gli aspiranti sprovvisti di esperienza operativa come flight surgeon siano assegnati ad una base in cui possano divenire "piloti-medici di prima nomina". Il programma riveduto consente ai flight surgeons di accedere all'addestramento per studenti universitari da piloti e da piloti di aerei telecomandati (RPA) (un modulo per anno); consente la partecipazione ai flight surgeons che hanno fatto pratica come navigatori, specialisti di guerra elettronica, operatori di sensore RPA e tecnici di prova di volo, in qualità di navigator-physicians o flight test-physicians; ed autorizza i piloti-medici a concorrere per l'assegnazione alla USAF Test Pilot School.
I piloti-medici sono definiti da quattro attitudini essenziali per raggiungere gli obiettivi del programma:
- Fornire un orientamento esperto mediante la sintesi dell'esperienza operativa e di quella medica,
- Fare ricerca apportando un punto di vista operativo agli studi; scienza elementare ed applicata; ricerca rilevante, sviluppo, test e valutazione (in acronimo inglese: RDT&E); test operativo e valutazione (in acronimo inglese: OT&E),
- Insegnare al personale di volo, ai vertici dell'aviazione ed al personale medico su argomenti che richiedono una preparazione particolare, ed infine
- Elaborare analisi per fornire consigli su sistemi operativi, ambienti e prevenzione di incidenti; e soluzioni ai problemi di prestazioni umane.[50]

I piloti-medici possono accedere a ratings avanzati sia come flight surgeons sia come piloti. Possono far valere per i ratings avanzati da pilota tutti gli anni di servizio come pilota USAF, i mesi di servizio in volo operativo e le ore di volo accumulate prima di raggiungere lo status di flight surgeon. Dopo aver raggiunto la qualifica di pilota-medico, tutte le ore di volo come pilota ed i mesi di servizio in volo operativo "valgono doppio", cioè sia per i ratings avanzati come pilota sia come flight surgeon posto che l'ufficiale in questione è nei ruoli aeronautici come pilota-medico attivo.